# Ideas sobre las novelas
Ideas sobre las novelas es un pequeño ensayo del marqués de Sade en el que se refiere al origen e historia de la novela, así como da consejos sobre algunas normas que deben seguirse para enfrentarse a la escritura de una obra de este género. Está incluido, a modo de introducción, en el primer volumen de su colección de cuentos Los crímenes del amor (1799). 
En el momento de publicar Los crímenes del amor, Sade ya ha publicado la Historia de Aline y Valcour  y, de forma anónima, Justine. Con la publicación de este ensayo Sade intenta defenderse de los ataques y las críticas que suscitaron estas dos obras (principalmente Justine de la que siempre negaría su autoría), críticas que se centraron en la crudeza de sus relatos y en que éstos no concluyan felizmente, que en sus novelas la virtud no triunfara frente al vicio. 
Este pequeño ensayo, singular en la obra del Marqués de Sade, nos permite conocer sus preferencias e influencias literarias así como deducir sus propósitos y aspiraciones como escritor.
Sade comienza el ensayo planteando tres preguntas:  
- ¿Por qué este género lleva el nombre de novela (roman)?
- ¿En qué pueblo encontramos su origen y cuales son las más célebres?
- ¿Cuáles son las reglas que hay que seguir para llegar al arte de escribirla?

## Recorrido por la historia de la novela
Sade toma roman (novela en francés) en su acepción de aventura amorosa y opina que en su origen pudo designar a los relatos amorosos. Pone su origen en la Grecia clásica y en Egipto. Menciona como primer novelista conocido a Arístides de Mileto y reseña las obras de otros griegos: Los Amores de Dinias y de Dercillis de Antonio Diógenes, Ciropedia de Jenofonte y Dafnis y Cloe de Longo entre otras.  Más adelante se interesa por Bocaccio, Dante y Petrarca, también por la novela pastoril (destaca a d'Urfé), desdeñando la novela de caballería (“¡Qué distancia entre ésas, largas, enojosas, apestadas de superstición y las novelas griegas que las habían precedido! ¡Qué barbarie y grosería sucedían a novelas llenas de gusto y de agradables ficciones cuyos modelos nos habían dado los griegos!”), hasta llegar a Cervantes: 

El célebre autor de las memorias del mayor loco que haya podido venir a la mente de un novelista no tuvo ciertamente rivales. Su inmortal obra, conocida por toda la tierra, traducida a todas las lenguas, y que debe considerarse como la primera de todas las novelas, domina, sin duda, más que ninguna otra el arte de narrar, de entremezclar agradablemente las aventuras, y particularmente el de instruir deleitando.

Han de pasar todos los que Sade considera malos imitadores de d'Urfé, autores todos de obras “en las que el héroe, suspirando durante nueve volúmenes, se sentía muy feliz de casarse en el décimo”, para que vuelva a interesarse por otro escritor, en este caso escritora: Madame La Fayette: “Nada tan interesante como Zaide, ni más agradablemente escrito que La Princesse de Cléves”; ensalzando igualmente a Paul Scarron.
Continúa con las novelas galantes, reseñando las obras de Mme. Gómez, La señorita de Lussan, las señoras de Tencin, de Grafigny, Elie de Beaumont y Madame Riccoboni;  Las Lettres péruviennes, de Françoise de Graffigny, y las obras de milady Catesby, obras todas llenas de ternura y delicadeza que “podrán servir eternamente a quienes no busquen más que la gracia y la ligereza del estilo”.
Llegando a Voltaire y  Rousseau se refiere a ellos en estos términos:

El objetivo de Voltaire fue completamente distinto: sin otro designio que dar cabida a la filosofía en sus novelas, abandonó todo por ese proyecto. ¡Con qué destreza lo logró! Y a pesar de todas las críticas, Candide y Zadig, ¿no serán siempre obras maestras?

Rousseau, a quien la naturaleza había concedido en delicadeza y en sentimiento lo que sólo dio a Voltaire en ingenio, trató la novela de muy distinta manera. ¡Cuánto vigor, cuánta energía en Héloise! Cuando Momo dictaba Candide a Voltaire, el Amor recorría con su llama todas las páginas ardientes de Julie, y se puede decir con razón que este libro sublime no podrá ser igualado jamás. Ojalá esta verdad haga caer la pluma de las manos de esa multitud de escritores efímeros que desde hace treinta años no cesan de darnos malas copias de ese inmortal original; que comprendan, pues, que, para alcanzarlo, se necesita un alma de fuego como la de Rousseau, un espíritu filósofo como el suyo, dos cosas que la naturaleza no reúne dos veces en el mismo siglo.

Finalmente se detiene en las letras inglesas destacando en ellas a Richardson y de Fielding considerándolos autores de obras vigorosas que dice haber enseñado a los franceses que “no es pintando las fastidiosas languideces del amor o las aburridas conversaciones de alcoba como se puede obtener éxitos en este género; sino trazando caracteres vigorosos que, juguetes y víctimas de esa efervescencia del corazón conocida bajo el nombre de amor, nos muestren a la vez tanto los peligros como las desgracias”. Considera a Prévost el Richardson francés y termina con una mención de El monje de Matthew Gregory Lewis. 

## Reglas para escribir novela
Comienza hablándonos del interés de la novela, capaz de ir más allá que las obras históricas ya que si éstas nos muestran a los personajes cuando estos se dejan ver, cubiertos por la máscara del orgullo y la ambición, la novela penetra en su interior mostrándonos sus pasiones.
Para escribir una novela, nos dice, es necesario 

haber visto a hombres de todas las naciones para conocerlos bien; hay que haber sido su víctima para saber apreciarlos; la mano del infortunio, al exaltar el carácter de aquél a quien aplasta, lo pone a la distancia justa a que hay que estar para estudiar a los hombres; los ve desde ahí como el pasajero percibe las olas furiosas romperse contra el escollo sobre el que le ha arrojado la tempestad.

Es de la naturaleza, continúa diciendo, de la que debemos extraer los modelos, debemos quererla para poder pintarla y nuestro afán por embellecerla no nos puede apartar de la sinceridad, pero no hay que exigir demasiado al autor, por el bien de la obra no se le pide que sea verdadero, sólo que sea verosímil.
Una vez trazado el esquema, continúa, hay que trabajar para ampliarlo, pero no hay que limitarse a él, hay que incorporar todas aquellas ideas que vayan surgiendo conforme se va desarrollando. Hay que sostener el interés hasta la última página, forzar al lector a identificarse con el personaje. Si el personaje viaja hay que conocer bien los países que recorre, no se debe permitir el autor una falta en las costumbres o en la indumentaria, menos aún una error en la geografía. Hay que describirlo todo con la mayor fidelidad, únicamente está permitida la invención si se les hace viajar a lugares imaginarios. Recomienda buscar siempre la verosimilitud, también nos previene sobre los intentos de moralizar al lector: “Evita el amaneramiento de la moral: no es en una novela donde se busca”
Previene de los desenlaces forzados, refiriéndose a la norma habitual de las novelas de la época en las que se requería un final feliz. Prosigue observando que la naturaleza es mucho más complicada de como los moralistas quieren mostrárnosla; majestuosa como un volcán, “admirable cuando de ella surgen los Antoninos y Tito; horrible, cuando vomita Andrónico III Paleólogo o Nerón”. Observa que no corresponde al autor juzgarla, únicamente le compete estudiarla.

A medida que los espíritus se corrompen, a medida que una nación envejece, gracias a que la naturaleza está más estudiada, mejor analizada, debido a que los prejuicios se destruyen mejor es menester hacerlos conocer más. Esta ley es la misma para todas las artes; sólo avanzando se perfeccionan; sólo mediante ensayos llegan a la meta.

Considera que ya han pasado los tiempos de la censura eclesiástica, los tiempos en los que la hoguera de la inquisición se convertía en el premio a los talentos. Reivindica el poder escribir sobre todo, aunque ello signifique cometer errores. Hoy, continúa, se ofrece una novela nueva; nuevos son los temas y el desarrollo; el resultado puede que no sea perfecto, quizá hasta mediocre, pero al menos se habrá tenido la pretensión de la originalidad, “¿cuál puede ser la pretensión del plagiario?” 
El último párrafo lo utiliza para defenderse de los ataques que ha recibido tras la publicación de Aline y Valcour:

Según dicen, mis pinceles son demasiado fuertes: presto al vicio trazos demasiado odiosos. ¿Quiere saberse la razón? No quiero hacer amar el vicio;[...] he hecho a mis héroes que siguen la carrera del vicio tan espantosos que, desde luego, no inspirarán ni piedad ni amor. Me atrevo a decir que en esto soy más moral que quienes se creen autorizados a embellecerlos.

Y termina negando la autoría de Justine: “Que no se me atribuya, por tanto, según tales sistemas, la novela de Justine; nunca hice obras semejantes ni las haré jamás.” Hay que considerar que reconocer su autoría le habría conducido directamente a la cárcel o al patíbulo.